# Kayla Clarke
Kayla Clarke (nascida em 6 de agosto de 1991) é uma nadadora paralímpica australiana. Medalha de prata nos 100 metros costas S14 do mundial de 2010, Kayla defendeu as cores da Austrália nos Jogos Paralímpicos de Verão de 2012 em Londres.